# Линия (Орловская область)
Линия — поселок в Кромском районе Орловской области в составе Большеколчевского сельского поселения.

## География
Находится в центральной части Орловской области на расстоянии приблизительно 6 км на юг по прямой от районного центра поселка Кромы.

## История
В начале XX века поселок отмечался как Закромские выселки. На карте 1941 года уже отмечен был как поселение с 11 дворами.

## Население
Численность населения: 10 человек (русские 100 %) в 2002 году, 5 в 2010.